# Josep Vicenç Amorós i Barra
Josep Vicenç Amorós i Barra (València, 29 de novembre de 1887 - Barcelona, 28 de gener de 1970) va ser un numismàtic i professor universitari valencià.
Llicenciat en Filosofia i Lletres per la Universitat de València, el 1910 es va doctorar a la Universitat de Madrid, on va completar la seva formació numismàtica. També segueix estudis per incorporar-se al Cuerpo Facultativo de Archiveros, Bibliotecarios i Arqueòlogos, i d'Història de l'Art a la Escuela de Artes y Oficios de Madrid. Va exercir de professor a la Universitat de Barcelona, incorporant-se a la càtedra d'Arqueologia, Numismàtica i Epigrafia el 1914. El 1941 serà confirmat com a catedràtic numerari de la Universitat. També va exercir de professor d'Història de l'art aplicada als oficis a l'Escola Superior dels Bells Oficis de la Mancomunitat des de 1921 fins a la seva jubilació el 1957, i mentre fou suprimida, a l'Escola del Treball. Entre 1925 i 1930 va impartir l'assignatura d'Història de l'Art a la carrera de Bibliotecària de la Escuela de la Mujer. Encarregat per la Junta de Museus de l'organització del Gabinet Numismàtic de Catalunya, des del 1932 va treballar en el muntatge del Museu Numismàtic, considerat un dels millors d'Europa. Com a investigador, cal destacar el seu estudi sobre les monedes de l'Empúries grega, que va publicar en les monografies D'una troballa de monedes emporitanes i la possible cronologia de les monedes d'Empúries (1933), Les dracmes emporitanes (1933) i Les monedes emporitanes anteriors a les dracmes (1934).